# یواس‌اس واندرر (۱۸۵۷)
یواس‌اس واندرر (۱۸۵۷) (به انگلیسی: USS Wanderer (1857)) یک کشتی بود که طول آن ۱۰۶ فوت ۰ اینچ (۳۲٫۳۱ متر) بود. این کشتی در سال ۱۸۵۷ ساخته شد.